# Маріка фіолетововола
Ма́ріка фіолетововола (Cinnyris chalcomelas) — вид горобцеподібних птахів родини нектаркових (Nectariniidae). Мешкає в Кенії і Сомалі.

## Поширення і екологія
Фіолетововолі маріки живуть в саванах на узбережжі Кенії і Сомалі.